# Joaquim Nadal
Joaquim Nadal Farreras (Gerona, 31 de enero de 1948), también conocido como Quim Nadal, es un político e historiador español, catedrático de Historia Contemporánea de la Universidad de Gerona. Desde el 22 de diciembre de 2003 al 29 de diciembre de 2010 fue consejero de Política Territorial y Obras Públicas de la Generalidad de Cataluña en el Gobierno que presidía Pasqual Maragall hasta noviembre de 2006 y en el que presidió José Montilla. Fue primer secretario del PSC de Gerona entre 2008 y 2012. Entre 2022 y 2024 formó parte del gobierno de Pere Aragonès como consejero de Investigación y Universidades.

## Trayectoria política
Fue el primer alcalde de Gerona elegido democráticamente después de la transición española en 1979 por la lista del Partido de los Socialistas de Cataluña (PSC). Ocupó este cargo hasta su renuncia en el 2002, siendo sustituido por Anna Pagans i Gruartmoner, también del PSC. Durante su gestión como alcalde de Gerona, inició la reforma del Barri Vell (1982), juntamente con la promoción del Call, el antiguo barrio judío. Igualmente, ejecutó ampliaciones y mejoras de las infraestructuras de servicios sociales, equilibrando las desigualdades entre barrios. Mientras fue alcalde de Gerona, ocupó igualmente la presidencia de la Federación de Municipios de Cataluña (1981-1985).

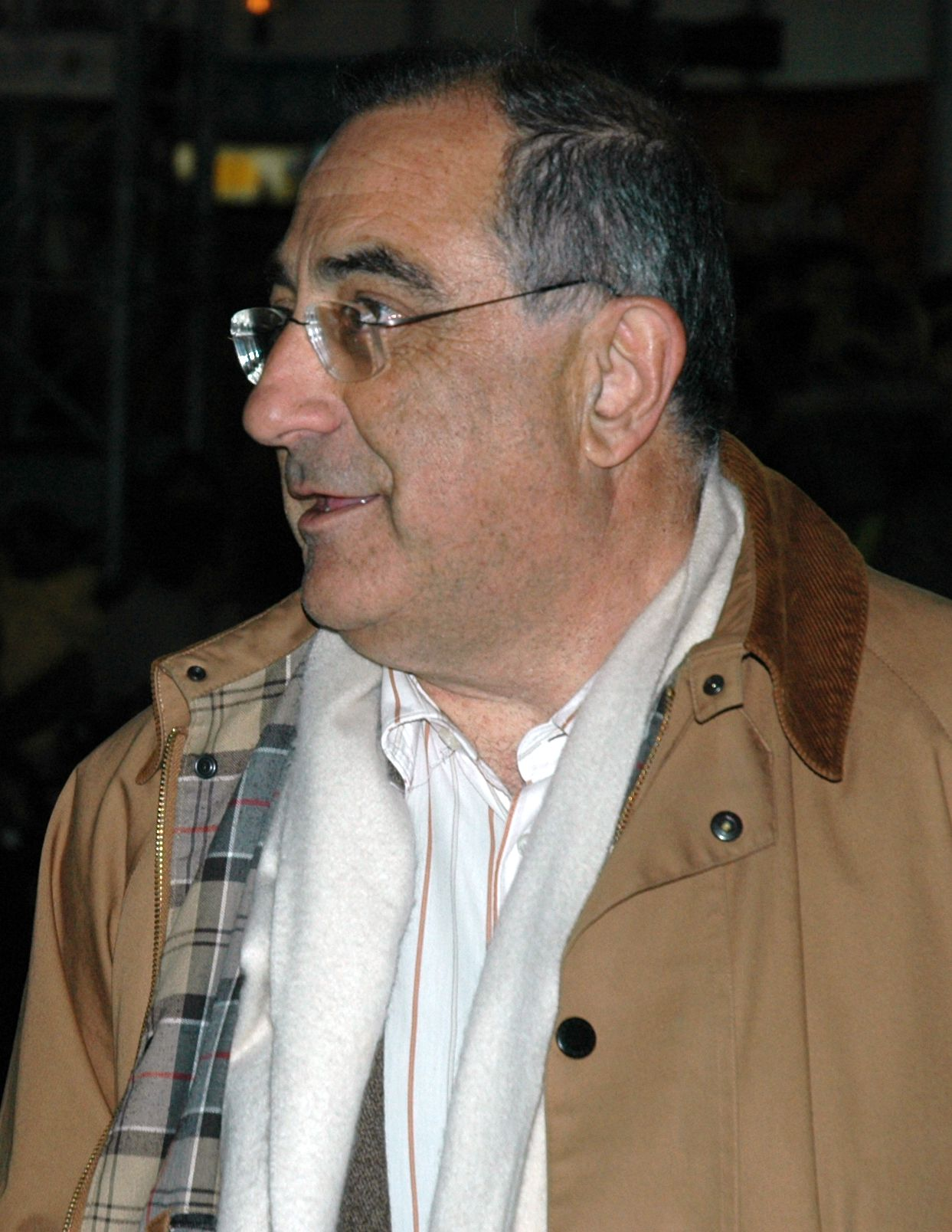
Joaquim Nadal en 2007, cuando ejercía el cargo de Consejero de Política Territorial y Obras Públicas.

Fue candidato a la presidencia de la Generalidad por el PSC en las elecciones al Parlamento de Cataluña de 1995 y fue diputado del mismo de 1984 a 2012. Militó en el PSC de 1980 a 2015. 
En el año 2003 entró al gobierno de Pasqual Maragall (PSC) como consejero de Política Territorial y Obras Públicas de la Generalidad de Cataluña, ocupando además el cargo de portavoz.
Desde su consejería, Nadal ha impulsado y aprobado el Plan de Infraestructuras de Transporte de Cataluña, que ha de regular todas las nuevas infraestructuras –viarias y ferroviarias– de Cataluña hasta 2026. Este plan incluye el eje transversal ferroviario que ha de vertebrar la Cataluña central con las tierras de Lérida y Gerona. Durante su mandato se impulsaron y aprobaron la Ley de barrios (2004), la Ley del paisaje (2005), el Plan director urbanístico del sistema costero (2005), la Ley de urbanizaciones (2009), así como los 7 planes territoriales parciales que estaban pendientes desde 1987.
Entre el 15 de mayo de 2006 y el final de la legislatura, fue también consejero de Presidencia. 
Participó en el autodenominado Gobierno alternativo del candidato socialista Pasqual Maragall entre 2000 y 2003 como primer consejero y responsable de los departamentos de Educación y Trabajo. Este «Gobierno» pretendía presentarse como una alternativa a la forma de gobernar de Jordi Pujol.
El 29 de octubre de 2014 fue imputado por presunta estafa en una permuta de terrenos cuando era consejero. En junio de 2016 dicha querella fue archivada. El Juzgado de Instrucción 25 de Barcelona consideró que debía hacerlo al no hallar delito en los hechos imputados.
En 2015 pidió al PSC incorporarse y apoyar el derecho a decidir de Cataluña y presidió el Pacto por el Derecho de Decidir en Girona. Al obtener una respuesta negativa, decidió abandonar el partido tras 35 años de militancia.

## Pensamiento político
Entre sus posicionamientos políticos, se ha mostrado dispuesto a contemplar al derecho a voto del colectivo inmigrante en las elecciones municipales, que se debe concebir, según sus palabras, como un «proyecto normativo limitado» y «del máximo rigor», aunque con una serie de «cautelas», como es el hecho de que tengan derecho a voto solo aquellos inmigrantes con cuyos países existe un acuerdo de «reciprocidad».

## Actividad académica y publicaciones
Joaquim Nadal ha ejercido intermitentemente la docencia en las universidades de Liverpool (1970-1972), Autónoma de Barcelona (1972-1992) y Gerona (desde 1992), y ha dedicado sus trabajos de investigación al siglo XVIII en Cataluña, a la historia económica española del siglo XIX y a la historia local, concentrándose en aportaciones diversas a la historia de Gerona. Adicionalmente, Nadal ha publicado diversos libros, como: 
- Municipi i Ciutat. Girona com a exemple (1988)
- Girona. Mirant el present, pensant el futur (1991)
- Girona, ciutat viva i de colors (1999)
- La Catedral de Girona (2003)
- Catalunya, Catalanisme i Socialisme (2003)
- Se ha encargado de la edición de la obra de Emili Grahit i Papell, Memorias de un ex-alcalde gerundense (2003)
- Vides amb nom (2005), una selección de gran parte de sus artículos biográficos publicados en la prensa escrita.
- Dietari 2003. Apunts d'un any electoral (2006)
- Discursos i conferències 2003-2006 (2006)
- Quadern de viatges (2006)
- Per a una història de Girona. Una bibliografia bàsica (2008)
- Escrit a l'aigua. L'escuma dels dies. Escrits des del Govern (2008)
- Moments de Girona (2009)
- El futur comença ara. Converses sobre les comarques de Girona, coautor amb Pia Bosch, (2010)
- Noves vides amb nom (2011), continuación de la obra editada en 2005
- Segon llibre de família (2011)
- Fent tentines per la vida (2013)
- Testimoni de càrrec. Vint anys al servei de Catalunya 1993-2012 (2014)
- Patrimoni i guerra. Girona 1936-1940. Coautor con Gemma Domènech (2015)

## Fondo Joaquim Nadal i Farreras
Joaquim Nadal, primer alcalde democrático de la ciudad de Gerona y catedrático de la Universidad de Gerona (UdG) hizo donación a la biblioteca de la UdG de su biblioteca personal, procedente del Archivo Histórico de la ciudad de Gerona. El Fondo se presentó públicamente en un acto el día 10 de julio de 2013, en la Sala Gótica de la Biblioteca del Campus Barri Vell y el mes de octubre se inició la catalogación. Está formada por documentos, principalmente de temática histórica, reunidos a lo largo de su trayectoria como historiador y docente. En febrero de 2014 la biblioteca recibió un segundo donativo. En total, el fondo está formado per más de 1600 volúmenes.
La suma de este fondo al de los fondos Jaume Vicens Vives, Pierre Vilar, Joan Reglà, Jordi Nadal, Ramon Garrabou y Lluís Maria de Puig confieren a la UdG una gran relevancia como centro para la investigación histórica e historiográfica en Cataluña.